# Institutet för verkstadsteknisk forskning
Institutet för verkstadsteknisk forskning (IVF) är ett tidigare namn på det svenska forskningsinstitut som verkar inom verkstadsindustrins område. Institutet heter numera Swerea IVF och har som affärsidé är att initiera, utföra och omsätta FoU till tillväxt inom verkstadsindustrin. Företaget grundades 1964 och ingår numera i Swerea-koncernen tillsammans med SWECAST, MEFOS, KIMAB, och SICOMP. Swerea är i sin tur en del av Rise Research Institutes of Sweden.